# Karoline Zorwald
Karoline Zorwald (geboren 22. Oktober 1889 in Gersdorf; gestorben 15. Mai 1966 in Dortmund) war eine deutsche Kommunalpolitikerin der SPD. 

## Leben
Karoline Zorwald heiratete den Bergmann Anton Zorwald und kam dadurch 1913 nach Dortmund. Sie trat 1919 in die SPD ein und gehörte 1920 zu den Gründern der Dortmunder Arbeiterwohlfahrt (AWO). Von 1930 bis 1933 war sie in Dortmund Leiterin der AWO.
Von 1922 bis 1925 war sie Stadtverordnete in Dortmund und wurde 1925 zur unbesoldeten Stadträtin gewählt. Der Schwerpunkt ihrer Arbeit lag im Wohlfahrtsausschuss der Stadt. Im Jahr 1929 war sie Delegierte des SPD-Unterbezirks Hörde beim Parteitag der SPD in Magdeburg. Mit der Machtübergabe an die Nationalsozialisten 1933 wurde ihre politische Arbeit gewaltsam beendet. 
Am 12. September 1949 war Zorwald Mitglied der Bundesversammlung zur Wahl des Bundespräsidenten. Von November 1952 bis September 1964 war sie erneut Ratsmitglied in Dortmund und von 1961 bis 1966 gehörte sie dem Bezirksvorstand Westliches Westfalen der AWO an.
Im Jahr 1955 erhielt sie den Ehrenring der Stadt Dortmund. In Dortmund-Hombruch wurde 1969 eine Straße nach ihr benannt, 1994 eröffnete die AWO das Karola-Zorwald-Seniorenzentrum in Dortmund-Brackel.